# Tomentella kentuckiensis
Tomentella kentuckiensis är en svampart som beskrevs av M.J. Larsen 1974. Tomentella kentuckiensis ingår i släktet Tomentella och familjen Thelephoraceae.   Inga underarter finns listade i Catalogue of Life.